# یولیوس هاگن
یولیوس هاگن (آلمانی: Julius Hagen؛ ۱۸۸۴ – ۳۱ ژانویه ۱۹۴۰) تهیه‌کننده فیلم و کارگردان فیلم آلمانی‌الاصل اهل بریتانیا بود.
از فیلم‌ها یا مجموعه‌های تلویزیونی که وی در آن‌ها نقش داشته است، می‌توان به مخمصه اشاره نمود.